# Alsószil
Alsószil (1899-ig Kis-Bresztovány, szlovákul Malé Brestovany) Bresztovány településrésze, korábban önálló falu Szlovákiában, a Nagyszombati kerületben, a Nagyszombati járásban.

## Fekvése
Nagyszombattól 8 km-re keletre fekszik.

## Története
Vályi András szerint „Kis Bresztovány. Tót, és elegyes falu Posony Vármegyében, földes Ura Gróf Traun Uraság, lakosai katolikusok, fekszik Nagy Szombattól egy mértföldnyire, nagy Bresztován mellett, mellynek filiája. Határja jó termékenységű, réttyei kövérek, legelőjök hasznos, eladásra alkalmatos helyek, első Osztálybéli.”
Fényes Elek szerint „Kis-Bresztovány, tót falu, N.-Bresztovány mellett, 380 katholikus lak.”
A trianoni békeszerződésig Pozsony vármegye Nagyszombati járásához tartozott.

## Népessége
1910-ben 429, többségben szlovák lakosa volt, jelentős magyar kisebbséggel.
2001-ben Bresztovány 1961 lakosából 1945 szlovák volt.